# Diecezja Odienné
Diecezja  Odienné – diecezja rzymskokatolicka w Wybrzeżu Kości Słoniowej. Powstała w 1994.

## Biskupi diecezjalni
- bp Maurice Konan Kouassi (1994–2005)
- bp Salomon Lezoutié (2005–2009)
- bp Antoine Koné (2009–2019)
- bp Alain Clément Amiezi (od 2022)